# Univerzita Innsbruck
Univerzita Innsbruck (německy Universität Innsbruck, též Leopold-Franzens-Universität Innsbruck nebo LFU) je vysoká škola ve městě Innsbruck v Rakousku.

## Historie

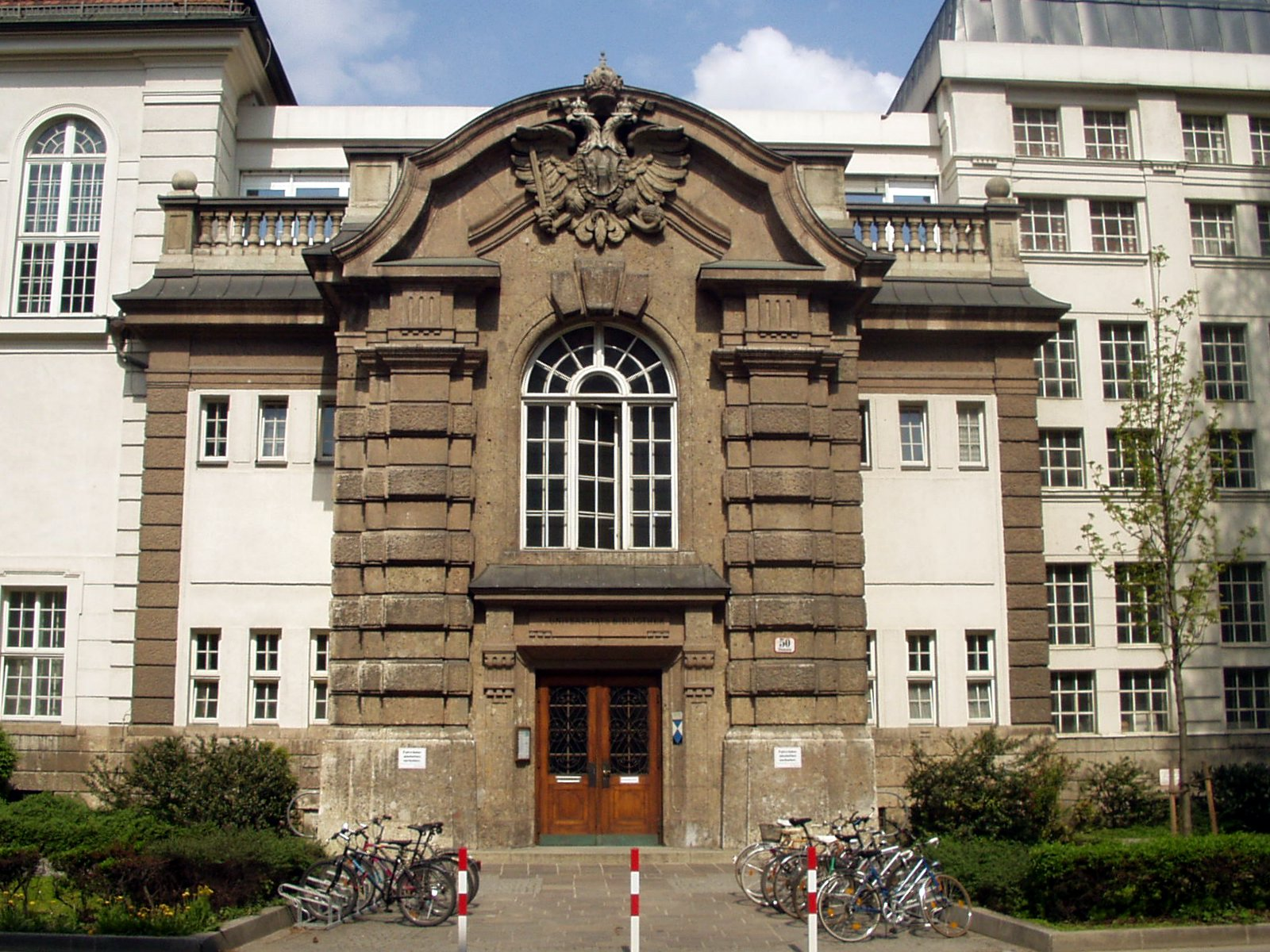
Budova univerzitní knihovny

Již v roce 1562 vznikla v Innsbrucku jezuitská kolej. Oficiálně univerzitu založil císař Leopold I. roku 1669 a stanovil, že bude financována výnosem mimořádné solní daně v Hallu. Zakládací listina byla vydána roku 1677. Škola měla mít čtyři fakulty. Později byla dvakrát zrušena a opět obnovena. V roce 1826 nechal císař František I. Rakouský zřídit filozofickou a právnickou fakultu, následovaly další fakulty. V roce 1969 byla založena inženýrská a architektonická fakulta a roku 1976 fakulta sociologie a ekonomie. V roce 2002 byla škola nově uspořádána do 15 fakult, přičemž fakulta lékařství se stala samostatnou univerzitou. V roce 2012 došlo ke vzniku pedagogické školy, která se stala 16. fakultou.

## Struktura
V čele univerzity stojí rektor a čtyři vicerektoři. Škola má šestnáct fakult.
- Fakulta architektury
- Fakulta podnikového hospodářství
- Fakulta pedagogických věd
- Fakulta biologie
- Fakulta chemie a farmacie
- Fakulta geologických a atmosférických věd
- Fakulta matematiky, informatiky a fyziky
- Fakulta politických věd a sociologie
- Fakulta psychologie a sportovních věd
- Fakulta technických věd
- Fakulta národohospodářských věd a statistiky
- Fakulta katolicko-teologická
- Fakulta filologických a kulturních věd
- Fakulta filozofická a historická
- Fakulta právních věd
- Pedagogická škola